# Severos
Severos (altgriechisch Σεουῆρος oder Σεβῆρος oder Σευῆρος) war ein antiker Philosoph. Er gehörte zur Richtung des Mittelplatonismus. Vermutlich lebte er im 2. oder frühen 3. Jahrhundert.

## Leben und Werke
Über das Leben des Severos sind keine gesicherten Einzelheiten bekannt. Ein Anhaltspunkt für die Datierung ergibt sich daraus, dass seine Schriften um die Mitte des 3. Jahrhunderts bereits vorlagen.
Patrice Hanson Cauderlier und Klaas Anthony Worp haben vorgeschlagen, Severos mit einem Platoniker zu identifizieren, der in einer Inschrift aus der Gegend von Antinoopolis in Mittelägypten genannt wird. Vom mutmaßlichen Namen Severos ist allerdings in der Inschrift nur der Anfang („Se“) erhalten. Die Ergänzung ist daher hypothetisch, sie findet aber in der Forschung vorsichtige Zustimmung. Wenn die Identifizierung korrekt ist, lautet sein voller Name lateinisch Flavius Maecius Severus Dionysodorus, griechisch Flavios Maikios Severos Dionysodoros. In diesem Fall war er römischer Bürger, stammte aus Antinoopolis oder hatte das dortige Bürgerrecht erworben und gehörte dem Rat der Stadt an. Der Inschrift zufolge gehörte er zu den Gelehrten, die am Museion von Alexandria tätig waren.
Von den Werken des Severos sind nur Fragmente erhalten geblieben. Zwei Schriften sind bei späteren Autoren erwähnt: ein Kommentar zu Platons Dialog Timaios und eine Abhandlung „Über die Seele“.

## Lehre
Severos gehörte zu einer Strömung im Mittelplatonismus, welche die Kategorienlehre des Aristoteles kritisch beurteilte. Zu den Problemen, mit denen er sich befasste, gehörte die Frage der Anwendbarkeit des aristotelischen Kategoriensystems auf die im Platonismus als eigenständige Realität betrachtete intelligible Welt. Einen stoischen Gedanken aufgreifend nahm er als oberste, allgemeinste Gattung ti („etwas“) an; dieser Gattung seien sowohl die intelligiblen (nur geistig erfassbaren) als auch die sinnlich wahrnehmbaren Dinge zugehörig, somit umfasse sie alles. Ihr seien die beiden Bereiche des Seienden und des Werdenden untergeordnet. In diesem Modell zeigt sich Severos’ Neigung zum Monismus.
In der umstrittenen Frage, ob die Welt ewig besteht oder ob sie im Sinne eines zeitlichen Anfangs erschaffen ist, nahm er eine vermittelnde Position ein. In gewisser Hinsicht bekannte er sich zur Annahme einer Erschaffung in der Zeit. Damit wandte er sich gegen die Ausleger von Platons Timaios, die meinten, die dort beschriebene Weltentstehung sei nicht im Sinne einer Hervorbringung zu einem bestimmten Zeitpunkt zu verstehen, sondern die „Erschaffung“ der Welt sei ein kontinuierlicher Vorgang ohne Anfang und Ende und die Formulierungen im Schöpfungsbericht des Timaios seien in diesem Sinne metaphorisch aufzufassen. Severos versuchte die beiden gegensätzlichen Konzepte Ewigkeit und Entstehung miteinander zu vereinen, indem er lehrte, der Kosmos sei an sich ewig, aber die jetzt bestehende Weltordnung mit ihren Bewegungen sei entstanden. Für diese Kosmologie stützte er sich auf eine Passage in Platons Dialog Politikos, wo von abwechselnden Weltperioden die Rede ist. Sein Modell wird in der Forschung oft mit dem der Stoiker verglichen, die einen ewigen Kreislauf von Weltentstehung und Weltuntergang lehrten, doch scheint Severos nicht an periodische Weltuntergänge gedacht zu haben. Er meinte, der Fortbestand der Welt sei davon abhängig, dass der Wille ihres Schöpfers sie zusammenhalte, denn ihrer eigenen Natur nach sei sie der Auflösung unterworfen.
In der Seelenlehre vertrat Severos die Überzeugung, dass die Weltseele eine Einheit darstellt. Die im Timaios geschilderte Bildung der Weltseele durch Mischung zweier gegensätzlicher Bestandteile, eines geteilten und eines ungeteilten, konnte er im Rahmen seines Homogenitätsmodells nicht als eine Zusammenfügung zweier wesensverschiedener Elemente betrachten. Daher deutete er Platons Ausführungen geometrisch. Es gebe in der Weltseele einen unteilbaren Aspekt, den Punkt, und einen teilbaren, den Abstand (diástēma), das heißt die Ausdehnung. In diesem Verständnis wurde die Weltseele somit zu einer geometrischen Gegebenheit. Im Rahmen seiner Timaios-Interpretation setzte sich Severos auch mit Fragen der Musiktheorie (Harmonielehre) und deren Zusammenhang mit der Seelenlehre auseinander, womit er sich einer pythagoreischen Thematik zuwandte.
Auch die menschlichen Einzelseelen hielt er für homogen. Im Sinne dieses Konzepts schrieb er ihnen nicht zwei verschiedene Fähigkeiten zu, die Denkkraft (nóēsis) zur Erfassung der intelligiblen Welt und die Wahrnehmungsfähigkeit (aísthēsis) zur Erfassung der Sinnesobjekte, sondern eine einzige Urteilskraft, den Logos. Die Denkkraft und die niederen Erkenntniskräfte betrachtete er als Organe des Logos.
Mit diesen Ideen wandte sich Severos gegen die Platons Wortlaut folgende dualistische Seelenauffassung, die von einer Mischung verschiedenartiger Seelenelemente ausgeht, nämlich irrationaler Teile, die Einwirkungen erleiden, und eines vernünftigen Teils, der keinem Erleiden unterliegt. Dagegen brachte er vor, eine heterogene Seele könne nicht unvergänglich sein, denn ihre Bestandteile wären von Natur aus gezwungen, in verschiedene Richtungen zu streben und sich damit zu trennen, so wie das Leichte nach oben und das Schwere nach unten strebt. Daher müsste sich eine solche Seele auflösen. Die Seele sei jedoch nicht ein aus zwei einander entgegengesetzten Bestandteilen zusammengefügtes Drittes, dessen Eigenschaften aus dieser Kombination resultieren, sondern ihr Wesen entspreche ihrer eigenen einfachen, unkörperlichen und leidlosen Natur. Platon habe mit seinen Formulierungen auf eine verbreitete Seelenvorstellung, die er nicht teilte, Rücksicht nehmen müssen.

## Rezeption
Von Peripatetikern wurde Severos wegen seiner Kosmologie kritisiert. In der Schule Plotins, des Begründers des Neuplatonismus, gehörte seine Platonkommentierung um die Mitte des 3. Jahrhunderts zum Unterrichtsstoff.
Bei den spätantiken Neuplatonikern stieß die Philosophie des Severos auf Ablehnung. Syrianos warf ihm vor, mathematische Vorstellungen auf unangemessene Weise zur Erklärung von Naturgegebenheiten zu verwenden, womit er wohl die geometrische Interpretation der Seelenzusammensetzung meinte. Proklos verwarf seine Seelenlehre ebenso wie seine Auffassung von der Weltentstehung und seine Position zum Kategoriensystem.
Der Kirchenschriftsteller Eusebios von Caesarea zitierte in seiner Schrift Praeparatio evangelica eine längere Passage aus der Abhandlung des Severos über die Seele.